# Чукна
Чукна — село Лакського району Дагестану.
Розташоване між селами Куба та Курклі, на відстані 18 км від райцентру.
З цього села у війні проти Надір-шаха взяло участь 50 осіб, 24 з них загинули.
За даними статистики, в 1886 році село Чукна було найбільше в Казі-Кумухському окрузі: 195 дворів та 570 мешканців, які утримували 22 047 голів овець. В 1914 році число мешканців досягло 866 осіб. В 1932 році чукнінці утримували вже 59 тис. овець.
| Росія | Це незавершена стаття з географії Росії. Ви можете допомогти проєкту, виправивши або дописавши її. |